# Onder de Boompjes (Hoorn)
De straat Onder de Boompjes is gelegen in de binnenstad van de Noord-Hollandse stad Hoorn. De straat ligt aan de gracht de Turfhaven. De straat begint bij het kruispunt met de Gedempte Turfhaven en de Achterstraat. De straat eindigt bij het kruispunt met de Pakhuisstraat en het Buurtje. Aan de straat liggen een aantal gemeentelijke- en rijksmonumenten, waaronder twee voormalige VOC-pakhuizen en de Pakhuisbrug. De straat is in 1602 bestraat, In 1605 besloot het bestuur van de stad Hoorn om het rechter VOC-pakhuis te laten bouwen. Wanneer het linker pakhuis gebouwd is, is niet zeker. Het komt nog niet voor op de kaart van Velius uit 1615. Het rechter pakhuis, met het adres Onder de Boompjes 22, is in gebruik als verenigingsgebouw van de Vereniging Oud Hoorn.

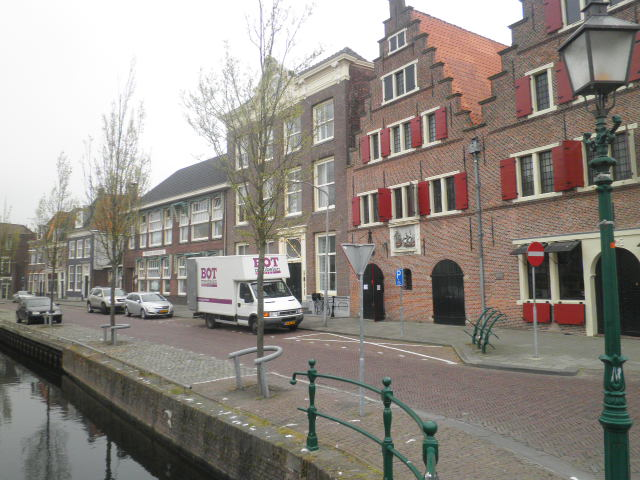
Onder de Boompjes met het niet gedempte deel van de Turfhaven

Naast de pakhuizen bevinden zich ook de Mariaschool (een gemeentelijk monument) en een aantal monumentale woonhuizen aan de straat.
In de 18e eeuw werden er nieuwe bomen aan de gracht geplant. Mogelijk stamt de naam van deze bomen af, in ieder geval kwam de naam in die eeuw op als straatnaam.
De straat maakt onderdeel uit van het beschermd stadsgezicht.

## Monumenten

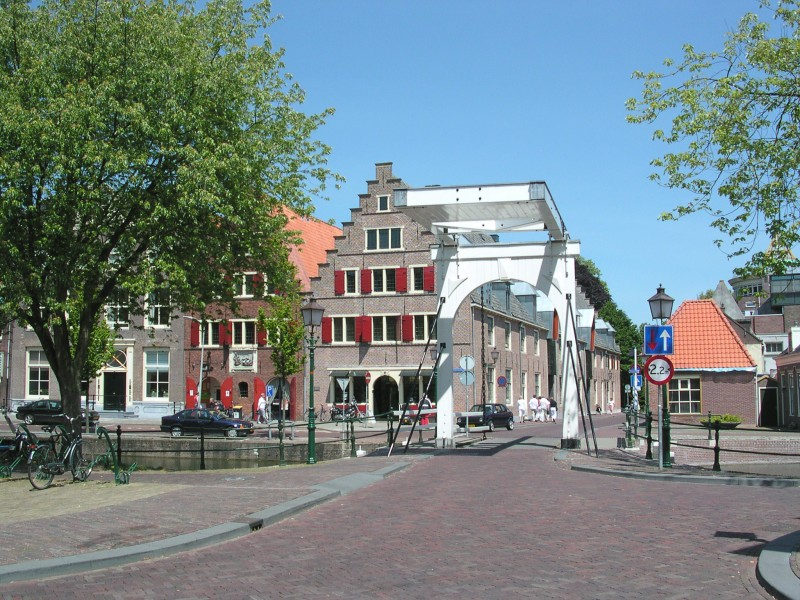
VOC pakhuizen en de Pakhuisbrug gezien vanaf de Muntstraat
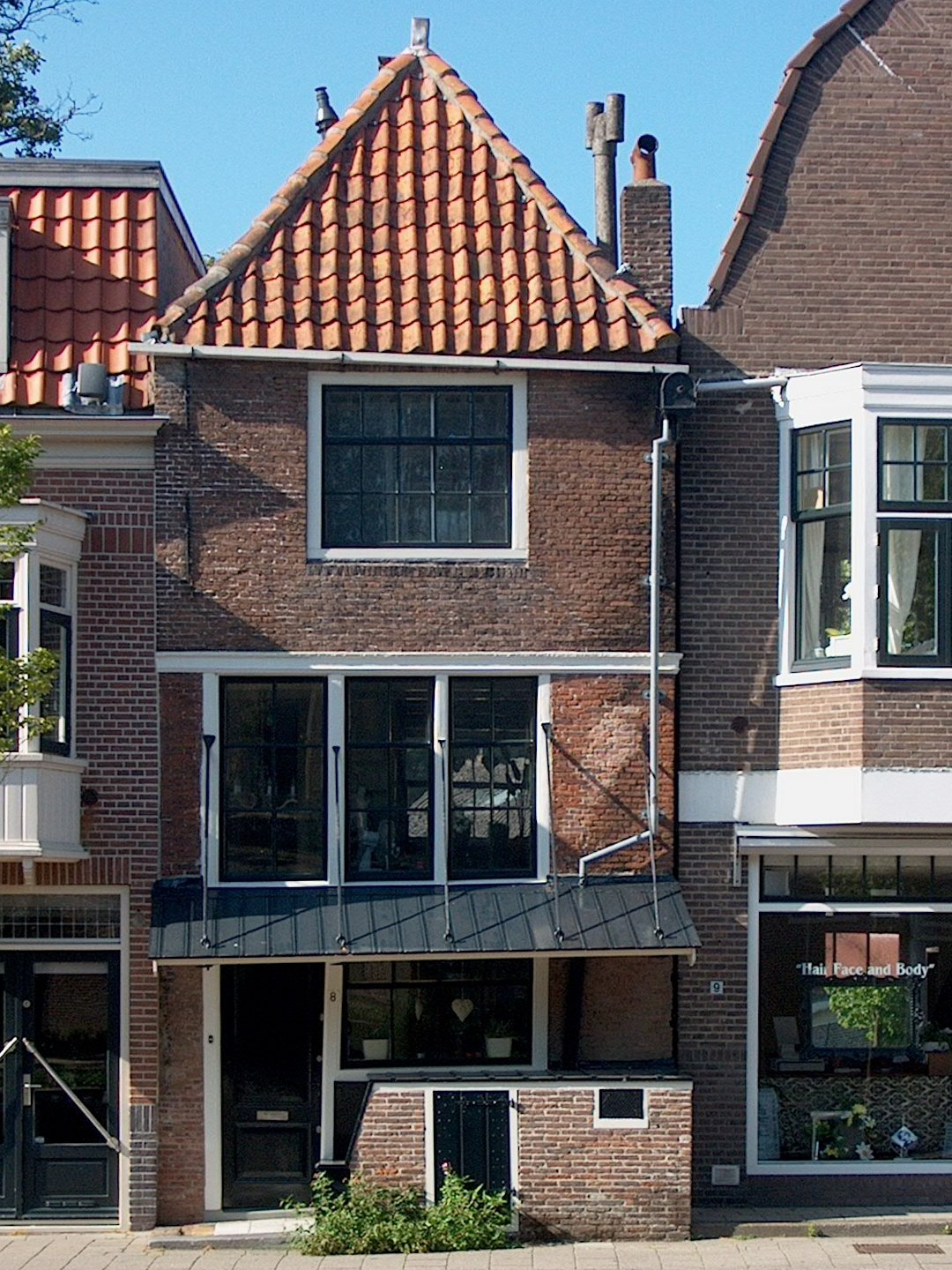
Onder de Boompjes 8, laatste pand met pothuis in Hoorn
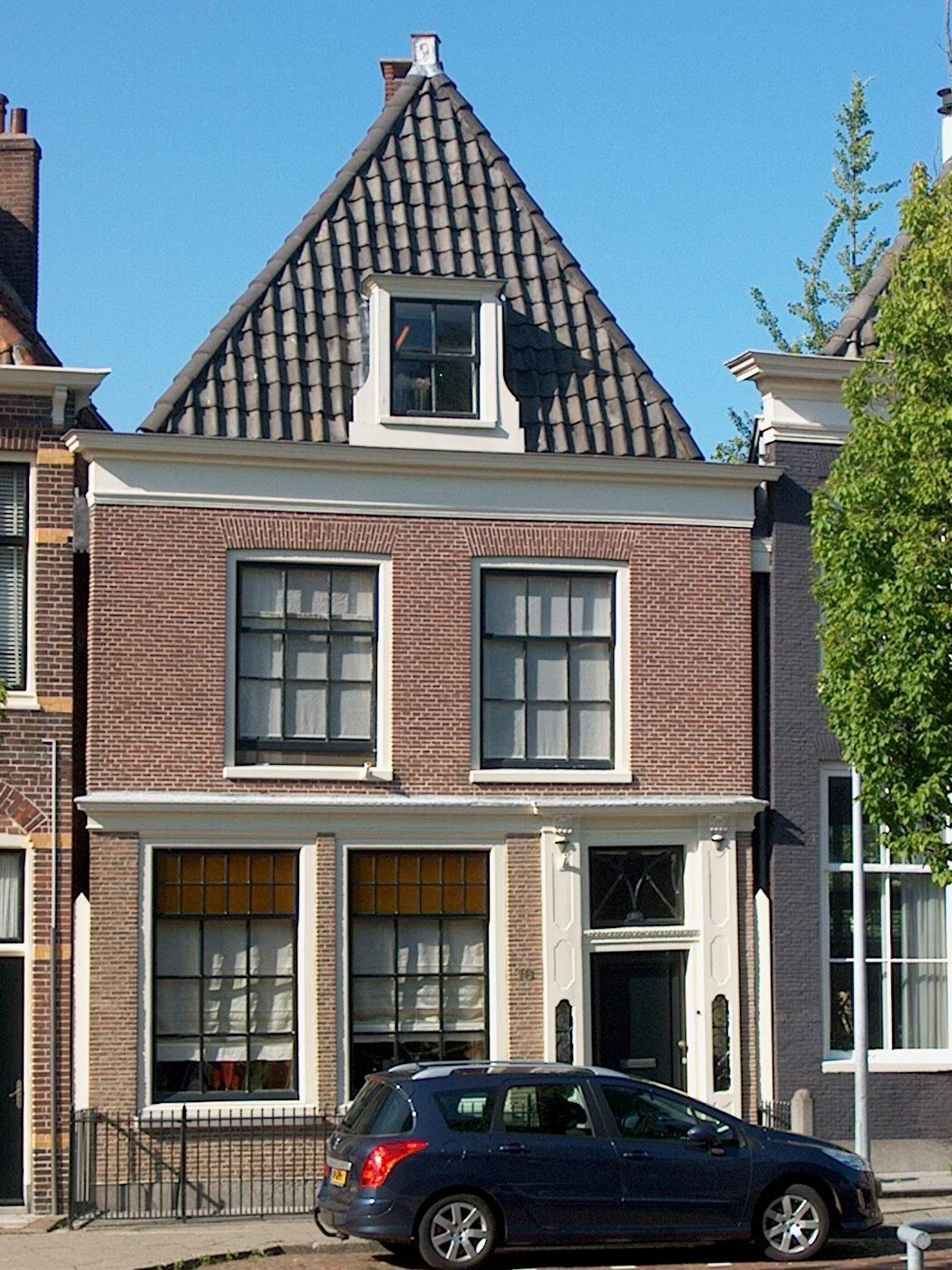
Onder de Boompjes 16
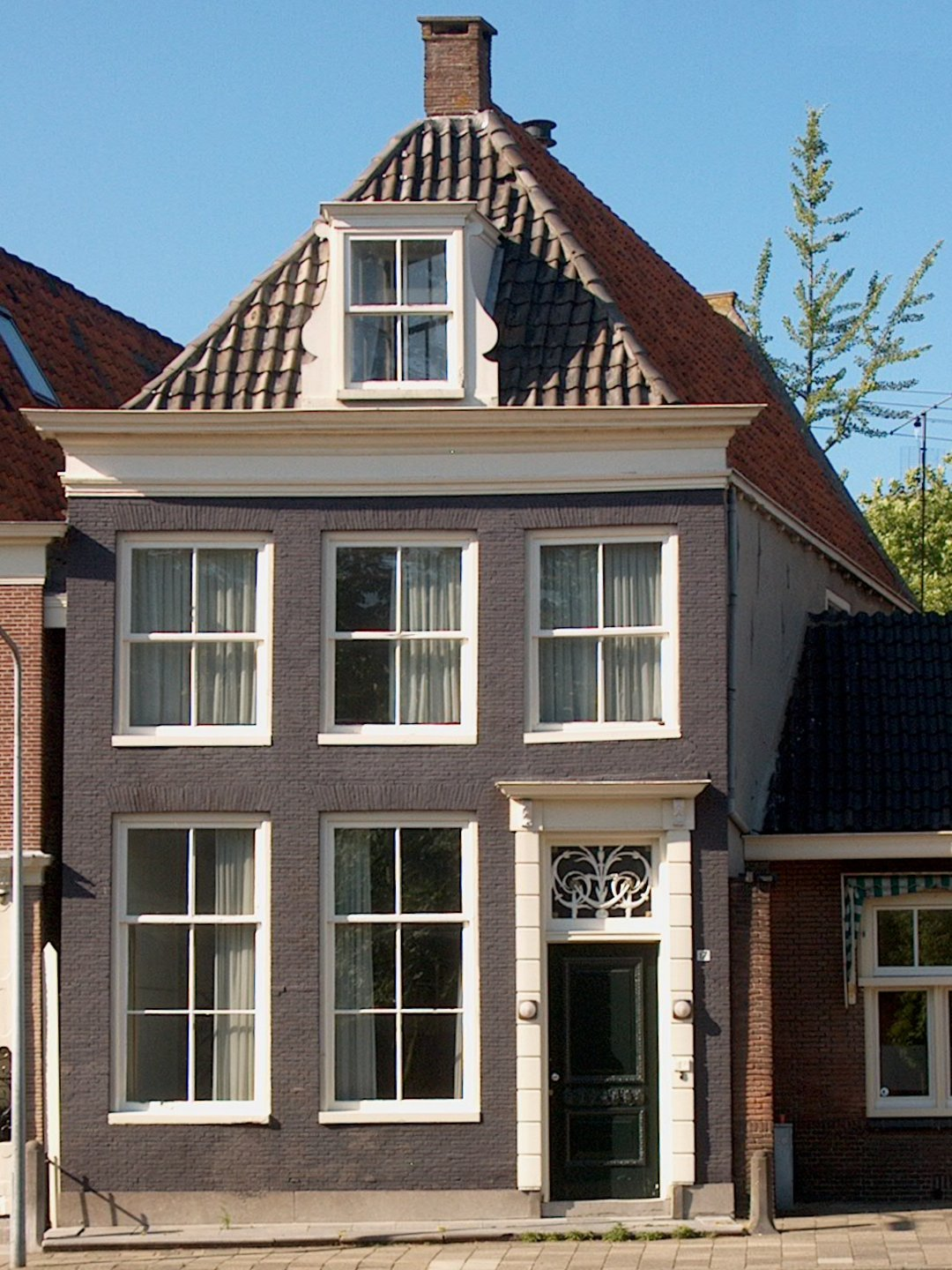
Onder de Boompjes 17
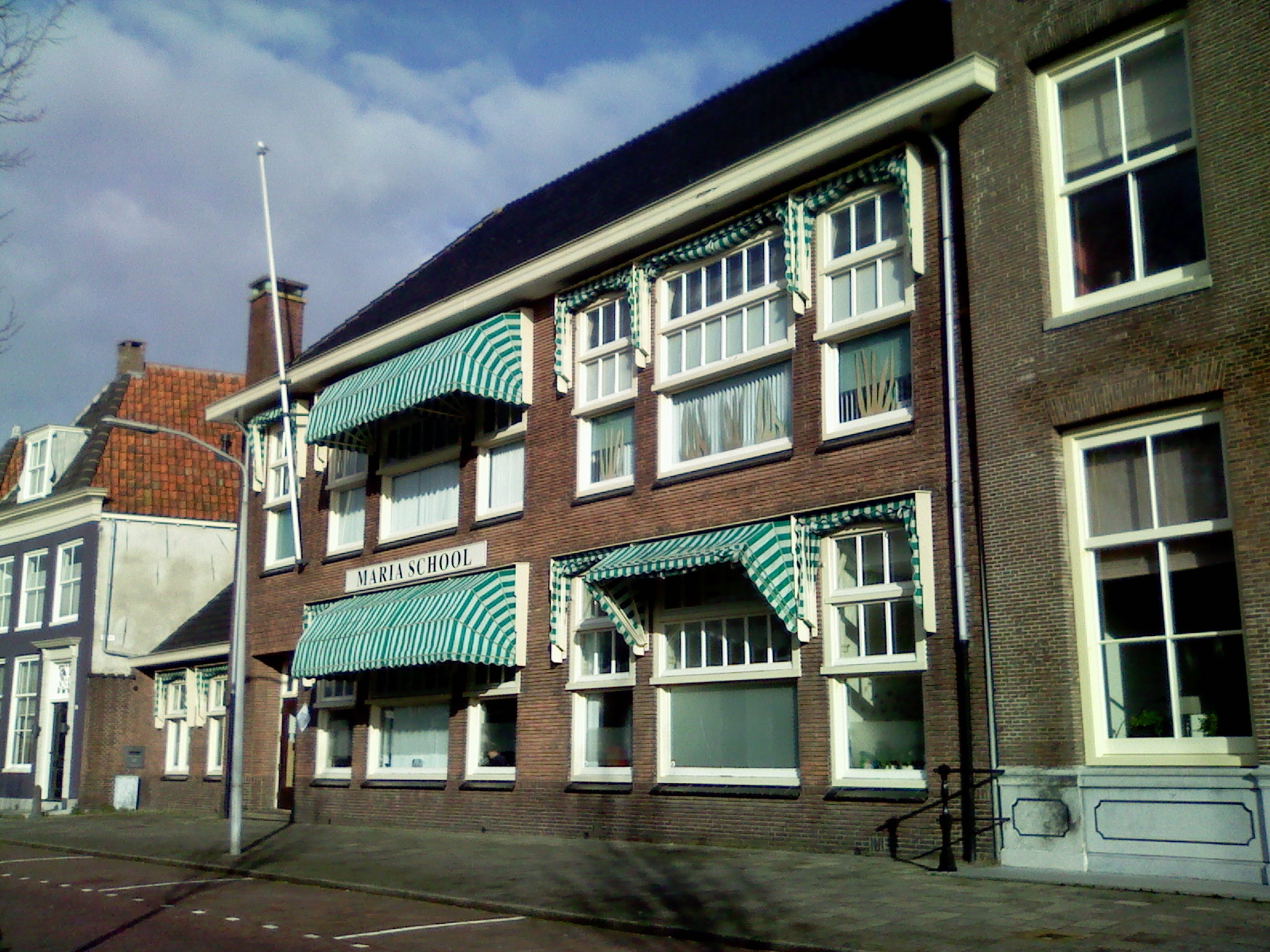
Onder de Boompjes 18
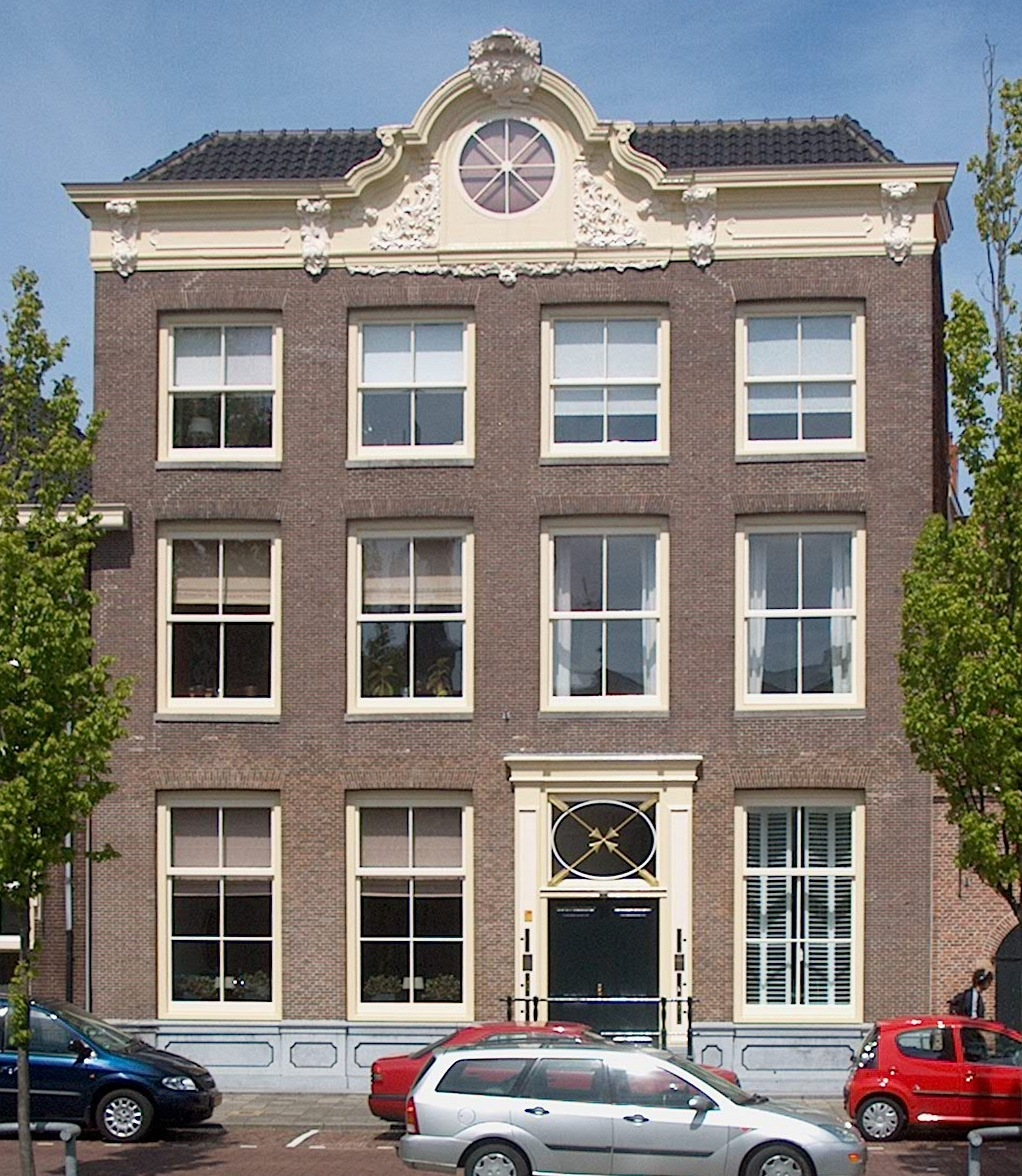
Onder de Boompjes 20
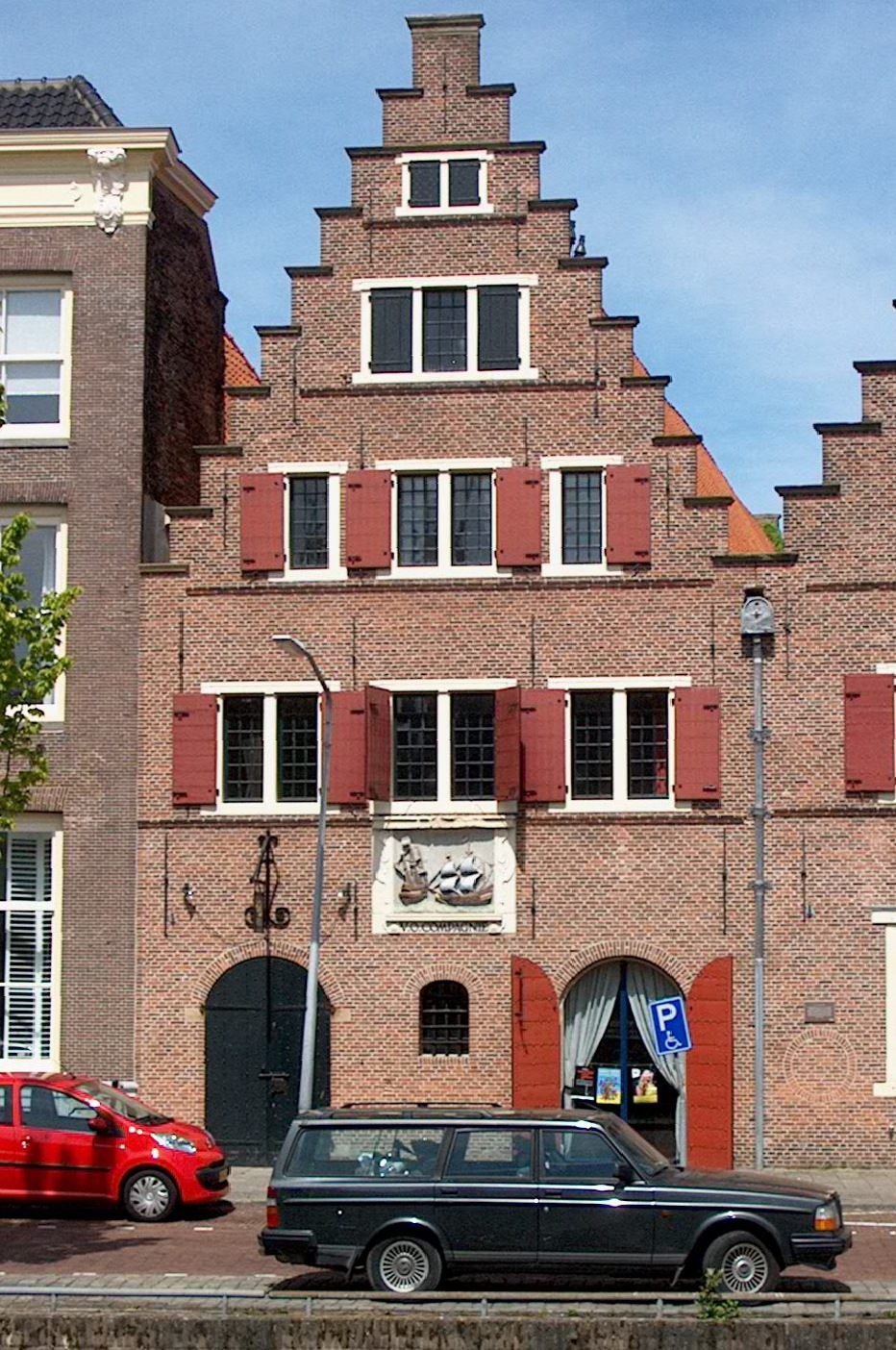
Onder de Boompjes 21
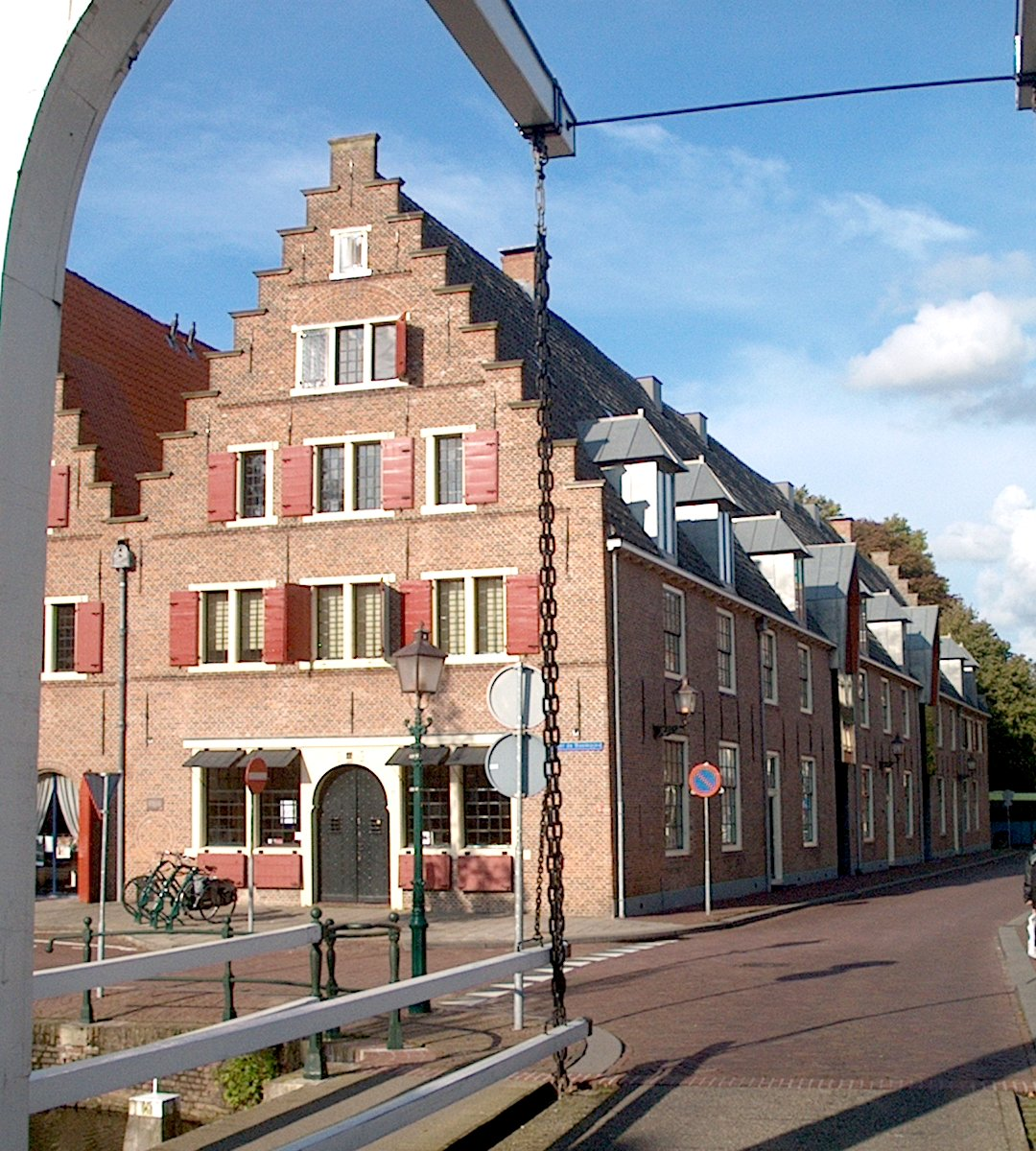
Onder de Boompjes 22

Straten: ABC
· Achter de Vest
· Achter op 't Zand
· Achterom
· Achterstraat
· Appelhaven
· Baanstraat
· Bierkade
· Binnenluiendijk
· Breed
· Breestraat
· Buurtje
· Dal
· Draafsingel
· Dubbele Buurt
· G.J. Henninkstraat
· Gasfabriekstraat
· Gedempte Appelhaven
· Gedempte Turfhaven
· Gerritsland
· Gouw
· Grashaven
· Gravenstraat
· Grote Noord
· Grote Oost
· Hoge Vest
· Jeudje
· Italiaanse Zeedijk
· Keern (gedeeltelijk)
· Kerkstraat
· Kleine Noord
· Kleine Oost
· Koepoortsweg (gedeeltelijk)
· Korenmarkt
· Korte Achterstraat
· Kruisstraat
· Kuil
· Lange Kerkstraat
· Lindestraat
· Munnickenveld
· Muntstraat
· Nieuwe Noord
· Nieuwendam
· Nieuwland
· Nieuwstraat
· Noorderstraat
· Onder de Boompjes
· Oude Doelenkade
· Pakhuisstraat
· Peperstraat
· Ramen
· Scharloo
· Schuijteskade
· Slapershaven
· Spoorstraat
· Trommelstraat
· Turfhaven
· Veemarkt
· Veermanskade
· Venidse
· Vijzelstraat
· Vismarkt
· Visserseiland
· Vollerswaal
· West
· Westerdijk
· Wisselstraat
· Zon

Pleinen: De Driestal
· Kazerneplein
· Kerkplein
· Koepoortsplein
· Noorderveemarkt
· Roode Steen
· Vale Hen

Stegen: 't Glop
· Appelsteeg
· Arminiaanse Glop
· Bagijnensteeg
· Bottelsteeg
· Bottersteeg
· Broeksteeg
· Brouwerijsteeg
· Clara's Klooster
· De Zak
· Duinsteeg
· Foreestensteeg
· Geldersesteeg
· Gortsteeg
· Hanekamsteeg
· Hemelsteeg
· Hoogesteeg
· Jan Haringsteeg
· Jan van Necksteeg
· Jeroenensteeg
· Kleine Havensteeg
· Kloppoort
· Knipboogsteeg
· Mallegomsteeg
· Melknapsteeg
· Molsteeg
· Mosterdsteeg
· Nieuwsteeg
· Oosterkerksteeg
· Paardensteeg
· Paradijssteeg
· Pieterseliesteeg
· Pompsteeg
· Proostensteeg
· Schellinkhoutersteeg
· Schoolsteeg
· Schotland
· Sliep Schaar en Messteeg
· Slijksteeg
· Smelterssteeg
· Tempelsteeg
· Turfsteeg
· Watertje
· Wester St. Jansteeg
· Wijdebrugsteeg
· Wijdesteeg
· Zevenhoeksesteeg
· Zoutkeetsteeg